# Shin – Cậu bé bút chì: Bí ẩn! Học viện hoa lệ Tenkasu
Shin – Cậu bé bút chì: Bí ẩn! Học viện hoa lệ Tenkasu (クレヨンしんちゃん 謎メキ！花の天カス学園 Kureyon Shinchan: Nazo Meki! Hana no Tenkasu Gakuen)  là một bộ phim anime Nhật Bản công chiếu năm 2021 được sản xuất bởi Shin-Ei Animation và đạo diễn là Takahashi Wataru. Đây là phim thứ 29 của loạt phim hoạt hình Shin – Cậu bé bút chì. 

## Sơ lược
Câu chuyện của bộ phim bắt đầu với Shinnosuke và những người bạn của Shin thuộc "Lực lượng Phòng vệ Kasukabe" trải qua một tuần ở lại "Học viện Tư nhân Tenkatōitsu Kasukabe" (Còn gọi là "Học viện Tư nhân Tenkasu"), một trường nội trú ưu tú được quản lý bởi một AI hiện đại, "Otsmun". Tất cả các học sinh ban đầu được trao một huy hiệu với 1000 điểm và điểm của các em sẽ được Otsmun tăng hoặc giảm dựa trên hành vi và kết quả học tập của các em. Trong đó ai đó tấn công Kazama. Kết quả là trí thông minh của anh ta bị suy giảm và những vết cắn kỳ lạ để lại trên mông anh ta. Lực lượng Phòng vệ Kasukabe hợp lực với chủ tịch hội học sinh bỏ học của trường, Chishio Atsuki, một cựu vận động viên, để thành lập một nhóm thám tử và giải quyết bí ẩn. 

## Phân vai
- Kobayashi Yumiko trong vai Shinnosuke Nohara Shinosuke
- Mashiba Mari trong vai Toru Kazama/Shiro
- Hayashi Tamao trong vai Sakurada Nene
- Ichiryūsai Teiyū trong vai Masao Sato Masao
- Satō Chie trong vai Suzuki Bo
- Narahashi Miki trong vai Nohara Misae
- Morikawa Toshiyuki trong vai Nohara Hiroshi
- Kōrogi Satomi trong vai Nohara Himawari
- Hirohashi Ryō trong vai Atsuki Chishio
- Inada Tetsu trong vai lớp trưởng
- Kamei Yoshiko trong vai giáo viên chủ nhiệm
- Murase Ayumu trong vai Sasuga
- Saitō Ayaka trong vai Nororo
- Sakuma Rei trong vai Otsumun
- Yamaguchi Taro trong vai Hiệu trưởng Học viện Tenkazu
- Naka Riisa[5] trong vai Ageha
- Osada Shouhei (Chocolate Planet)[5] trong vai Yoyo, một trong những tên tội phạm của lớp Kasu
- Matsuo Shun (Chocolate Planet)[5] trong vai Kyuushoku Bukuro (hộp cơm trưa)
- Fuwa-chan[5] trong vai chính mình

## Âm nhạc
Hashirigaki: Macaroni Enpitsu 

## Phát hành
Ban đầu, bộ phim được lên kế hoạch phát hành vào ngày 23 tháng 4 năm 2021 tại Nhật Bản, nhưng đã bị hoãn đến ngày 30 tháng 7 năm 2021 do Đại dịch COVID-19. Sau đó nó được phát hành bởi Muse Communication tại Singapore vào ngày 9 tháng 9 năm 2021 và tại Malaysia vào ngày 18 tháng 11 với tên gọi Crayon Shin-chan: School Mystery! The Splendid Tenkasu Academy. Phim được phát hành trên Blu-ray và DVD vào ngày 4 tháng 2 năm 2022. 